# Lara (staat)
Lara is een van de 23 deelstaten van Venezuela. De hoofdstad van de staat is Barquisimeto. In Lara wonen 1.774.867 mensen (2011) op een oppervlakte van 19.800 km².

## Gemeenten
Lara bestaat uit negen gemeenten:
| Nr. | Gemeente           | Inwoners  | Hoofdplaats  | Inwoners  |
| --- | ------------------ | --------- | ------------ | --------- |
| 1   | Andrés Eloy Blanco | 57.462    | Sanare       | 57.462    |
| 2   | Crespo             | 64.536    | Duaca        | 64.536    |
| 3   | Iribarren          | 1.120.292 | Barquisimeto | 1.070.973 |
| 4   | Jiménez            | 110.872   | Quíbor       | 110.536   |
| 5   | Morán              | 139.887   | El Tocuyo    | 75.034    |
| 6   | Palavecino         | 206.088   | Cabudare     | 206.088   |
| 7   | Simón Planas       | 40.427    | Sarare       | 16.395    |
| 8   | Torres             | 249.217   | Carora       | 209.217   |
| 9   | Urdaneta           | 69.269    | Siquisique   | -         |

| Detailkaart                                                          |
| -------------------------------------------------------------------- |
| Coje- des Falcón Portuguesa Trujillo Yaracuy Zulia 1 2 3 4 5 6 7 8 9 |
| Gemeenten                                                            |